# 恩田貢
恩田 貢（おんだ みつぐ、1927年6月15日 - 2003年1月31日）は、日本のジャーナリスト。ジャーナリストの恩田将葉は長男。

## 経歴
現在の東京都中野区白鷺一丁目で、宮内庁昭和天皇侍従の次男として生まれた。長男は誕生後直ぐに病死していたので、実質恩田が長男であった。10代後半の時父親が急死し、以後一家（三人の妹と一人の弟と母親）を恩田一人で支えた。私立成城中学校・高等学校在学中、学徒出陣で飛行訓練生になったが、出撃前に終戦を迎える。終戦後は、作家を目指し早稲田大学政治経済学部に進学。卒業後、自衛隊機関紙『朝雲新聞』に入社、社内恋愛で結婚。
実家の隣に居を構えていた作家梶山季之に師事し、阿佐ヶ谷の喫茶店を拠点に梶山軍団の軍団長として執筆の仕事を手伝いはじめる。梶山を補佐して、月刊『明星』の創刊に携わり、その後梶山のもとで『週刊文春』の創刊準備を始める。創刊号にて、皇太子（現上皇明仁）と正田美智子の成婚をスクープしたことで名を馳せる。恩田は、「入江相政日記」にも度々登場する。その後、文芸春秋社の正社員となる。だが、防衛庁の海原天皇と呼ばれた海原治のスキャンダルをスクープし、その記事が名誉棄損で裁判にかけられたため、自ら文芸春秋社を退社し、月刊誌『勝利』を発行するビクトリー出版社を設立した。梶山軍団時代の恩田については、梶山が著書「トップ屋戦士の記録」（季節社発行 祥伝社発売）の中で書いている。また、同書解説の中で、立花隆が文芸春秋正社員時代の恩田について触れている。
独立後は、竹久みちを三越の岡田茂会長に紹介し、三越事件をスクープ。作家大下英治に情報提供した。ダグラス・グラマン事件や佐川事件など、多くの疑獄事件などをスクープし「昭和のトップ屋」「マスコミ界の怪人」と呼ばれた。映画監督の伊丹十三が暴漢に襲われた同じ日、恩田も自宅前で暴漢に襲われ、頭蓋骨骨折ならびに網膜剥離による左目失明の重傷を負った。原因は、自ら執筆した記事へ対しての逆恨みによる報復であったようだ。
晩年は、師匠である作家の梶山季之が発行していた『月刊噂』を自らが経営する出版社株式会社ぴいぷる社で復刊させたが、『噂の真相』と意匠権に関しての裁判となった。最後は、乞われて内外タイムス社社長に就任し、一度不渡りを出し倒産寸前だった同社の経営立て直しに奔走するも、大腸ガンを患う。仕事を続けながら6年間の闘病生活を送った後、結局転移した肺がんが原因の肺炎による呼吸不全で死去した。

## 人物
人柄は温厚だが、人たらしとも言われ、その人脈は広かった。週刊文春時代には、児玉誉士夫番記者として人脈を大きく広げた。人当たりはよかったが、一対一になると鋭い眼光と口調で相手を威圧すると評判であった。その反面、家族思いで知られた。相手が誰であっても臆することなく、誰の懐にも飛び込む特技を持っていた。マスコミ界では「裏情報の駆け込み寺」などと言われていた。

## 著書
- 『暴かれた国際麻薬戦争 : 世界を蝕む白い兵器』山手書房、1982年6月。
- 『黒幕の人生管理術 : 児玉誉士夫から何を読みとるか インサイド・レポート』かんき出版、1982年7月。
- 『なぜ総理大臣なのか』ぴいぷる社、1988年2月。 ISBN 4-89374-011-3